# Dietmar Schulze (Fußballspieler)
Dietmar Schulze (geboren am 7. September 1952) ist ein ehemaliger deutscher Fußballspieler.
Bis 1972 spielte er bei der BSG Lokomotive Stendal. Anschließend war er von 1972 bis 1977 bei Vorwärts Stralsund aktiv. In seiner aktiven Zeit spielte er mit dem Stralsunder Verein auch in der höchsten Spielklasse der DDR, der Oberliga, nämlich die Saison 1974/1975. Anschließend spielte er wieder in Stendal.